# Parque Recreacional del Sur
El parque Recreacional del Sur es un parque ubicado en la Parroquia Urbana MIGUEL PEÑA al sur de la ciudad de Valencia, Estado Carabobo en Venezuela. Consta de seis hectáreas de terreno, siendo un pulmón vegetal importante y con excelentes áreas de esparcimiento, a solo veinte minutos del Casco Central de Valencia. Cuenta con una extensa variedad de flora y fauna silvestre que hacen de este sitio un verdadero oasis de vegetación que invita al descanso y la distracción. 
Fue inaugurado el 24 de junio de 1971 en el sesquicentenario de la gloriosa Batalla de Carabobo y el 11 de diciembre de 2013 a través del decreto N° 664 publicado en Gaceta Oficial Número 40.313, el presidente de la República Nicolás Maduro Moros decretó el Parque Recreacional Sur y la Plaza de Toros Monumental de Valencia como Monumentos Nacionales, con el fin de promover el uso de estos espacios para el disfrute de los venezolanos y preservar el patrimonio histórico y cultural de la Nación.
Entre las bondades, el Parque Recreacional Sur ofrece al público en general jardines, caminerías, parque infantil, gimnasio al aire libre, Plaza de las Banderas, lagunas artificiales, manga de coleo, además cuenta con la sala de exposiciones más grande de Hispanoamérica, comprende amplios estacionamientos, terreno de conciertos y un vivero con más de 40 mil especies de plantas, que lo hacen atractivo para desarrollar actividades culturales, recreativas y deportivas. 
En la actualidad se encuentra bajo la custodia de la Gobernación Bolivariana de Carabobo, que a través de la Corporación de Turismo del estado Carabobo (Corprointur), se encarga del mantenimiento, infraestructura y administración de este pulmón vegetal. Además la seguridad se encuentra a cargo de la Milicia Bolivariana y un cuerpo de vigilancia privada que velan por el resguardo de los usuarios. 
Entre las normativas dispuestas para el uso de estos espacios, no se permite realizar actividades que atenten contra la moral y las buenas costumbres, fumar, el ingreso de mascotas, el porte y uso de armas de cualquier tipo y de equipos de sonido que alteren la tranquilidad de los visitantes, el comercio informal, ni arrojar desechos sólidos fuera de los cestos de la basura. 
Adicional a ello, tampoco se permite la tala, quema y caza en el interior del Monumento Nacional, escribir sobre sus linderos y realizar investigaciones científicas, tomas fotográficas o filmaciones, sin autorización de Corprointur.
El horario establecido para hacer uso de las instalaciones de este pulmón natural es de martes a domingo, de 7:00 a. m. a 5:00 p. m., mientras que los lunes está cerrado al público por labores de mantenimiento.
Hoy el Parque Recreacional Sur definitivamente muestra una cara digna para el disfrute del pueblo valenciano y de todo el estado Carabobo, luego de los trabajos de recuperación que ejecutó la gestión del gobernador bolivariano Francisco Ameliach para el disfrute de niños, jóvenes y adultos que deseen adentrarse en un espacio que brinda tranquilidad, alegría y sano esparcimiento.

## Vegetación, Flora y Fauna
Entre la vegetación existente en el parque podemos mencionar como predominante la Caoba y el Jabillo, también Apamates, Araguaneyes, Samanes, Robles, Ficus, Acacias, Caña Fistola, Samán Brasileño, Pilón, Castaños, Ceibas, Flamboyan, Nim (árbol medicinal también llamado árbol de la vida) y una variedad de Curarí que como dato curioso son los únicos en su especie en la zona desconociéndose su procedencia en el Parque.
La flora existente en su mayoría procede de los árboles ya mencionados, que en época de floración convierten en una fiesta de colores exuberantes la vista de quien nos visita, podemos mencionar también Cufias, Trinitarias (San Diego Rex y bicolor), Alpinia Popurata, Heliconias (Gallitos) entre otras.
La fauna silvestre que se encuentra en el parque en su mayoría esta en su estado natural y habitan en el Parque en donde las podemos observar comúnmente al recorrer las instalaciones de éste; entre otras cabe destacar las iguanas, falsas mapanares, ardillas; también una importante variedad de aves como garzas blancas y negras, zamuros, arroceritos (canario de tejado), azulejos, cristofué, gavilanes, búhos, guacharacas, turpiales, loros, pájaros carpinteros, etc.
La laguna artificial que rodea el parque también es un reservorio natural de peces en donde podemos observar cachamas, pabones, san pedros también babas, galápagos.

## Sitios de interés
- Plaza de las Banderas: Pódium para espectáculos de diversa índole, actualmente en reparación.

- Tridilosa: Llamada así por su diseño que da la sensación tridimensional, creada por el arquitecto Pedro Mateo, se usa para exposiciones industriales, tiene un área aproximada de 500 mts2.

- Salón Carabobo: Sala de usos múltiples

- Pabellón Ferial: Con un área de 1.400 mts2, es el Pabellón de exposiciones más grande del país.

- Deli: Restaurante a orillas del lago artificial, actualmente en reparación.

- El Portal de Arenas de Valencia: Hace remembranza de la antigua Plaza de toros con el mismo nombre, ubicado detrás de la majestuosa Plaza Monumental de Valencia y símbolo emblemático de la Feria Internacional de Valencia en la inauguración oficial con su encendido de luces multicolores.

- El Vivero del Municipio: se encuentra en las instalaciones del Parque un extenso vivero, en donde se reproducen plantas ornamentales y forestales para la reforestación y paisajismo del Municipio Valencia, en la actualidad cuenta con cerca de 40.000 plantas y un equipo de expertos que día a día se encargan de suministrar todas las plantas que se utilizan en las diferentes plazas, parques y avenidas de la ciudad.

En este parque, en el año 1995 funcionó una exposición interactiva temática acerca de la anatomía humana llamada "Aurora", la cual estaba representada por una figura en forma de una mujer embarazada. Lamentablemente, en noviembre de ese mismo año, desapareció a causa de un voraz incendio que la consumió por completo.